# 聖卡塔利納區
6°14′31″S 77°58′08″W / 6.242°S 77.969°W
聖卡塔利納區（西班牙語：Distrito de Santa Catalina），是秘魯的一個區，位於該國北部亞馬遜大區的盧亞省，始建於1955年11月7日，面積126.2平方公里，海拔高度2,000米，2005年人口1,630，人口密度每平方公里13人。